# Maurikios Chartularios
Maurikios Chartularios (lateinisch Mauricius Cartularius; † 643 bei Ravenna) war ein byzantinischer Rebell in Italien.

## Leben
638 verlangte Kaiser Herakleios vom neu gewählten Papst Severinus, seine Ekthesis, ein monotheletisches Glaubensbekenntnis, zu unterzeichnen. Als Severinus ablehnte, verweigerte Herakleios dem Papst die Anerkennung und entsandte seinen cartularius Maurikios zu Verhandlungen nach Rom. Nach seiner Ankunft besetzte Maurikios mit Unterstützung des stadtrömischen Heeres den Lateran und plünderte den päpstlichen Palast. Der ebenfalls nach Rom geeilte Exarch Isaakios beschlagnahmte den Lateranschatz für den Kaiser, wobei er einen beträchtlichen Teil für sich behielt. Severinus wurde fast zwei Jahre lang der Zugang zu seinem Amtssitz verwehrt.
Im Jahr 643 wollte Maurikios, mittlerweile im Amt eines Dux von Rom, die Plünderungsaktion wiederholen. Um die Reichtümer nicht teilen zu müssen, revoltierte er gegen Isaakios und erklärte das römische Dukat für unabhängig von Kaiser Konstans II. Der Exarch entsandte seinen magister militum Donus, der die Revolte niederschlug und Maurikios als Gefangenen nach Ravenna schickte, wo er noch vor Erreichen der Stadt als Usurpator enthauptet wurde.